# 勝山貴之
勝山 貴之（かつやま たかゆき、1958年12月6日 - ）は、日本の英文学者。同志社大学文学部教授。専門は英文学、シェイクスピア研究。

## 学歴
- 1982年 - 滋賀大学教育学部卒業
- 1984年 - 同志社大学大学院文学研究科博士前期課程修了
- 1988年 - 同志社大学大学院文学研究科博士後期課程中退
- 1992年 - ハーバード大学大学院博士課程中退

## 主な所属学会
- 日本英文学会
- 日本シェイクスピア協会

## 著書

### 分担執筆・共著
- 『ことばの鏡』（木村俊夫先生古希記念論文集，1988）
- 『エリザベス朝演劇と検閲』（英宝社，1996）
- 『シェイクスピア饗宴－英米文学の視座から－』（斎藤衛教授退官記念論文集刊行会，1997）
- 『イギリス文学への招待』（朝日出版社，1999）
- 『シェイクスピアを学ぶ人のために』（世界思想社，2000）
- 『表象と生のはざまで』（南雲堂，2004）